# Midway Studios Los Angeles
Midway Studios Los Angeles Inc. (antes conocida como Paradox Development) fue una empresa desarrolladora de videojuegos estadounidense. Es conocida por juegos de lucha como las franquicias X-Men Mutant Academy y Backyard Wrestling, así como por el juego de acción Mortal Kombat: Shaolin Monks. El equipo también fue responsable del polémico y violento título de PlayStation Thrill Kill, que sería posteriormente cancelado.

## Historia

### Era de desarrollo de CWS Entertainment Ltd. / Paradox
Paradox Development fue fundada en 1994 por Christine Hsu y luego produjo títulos para los principales editores de videojuegos, incluidos Activision, Electronic Arts, Virgin Interactive (más tarde adquirida por Electronic Arts), Interplay y Namco.
El 23 de noviembre de 2004, Midway Games Inc. adquirió CWS Entertainment Ltd., que operaba como Paradox Development. Midway anunció la adquisición 7 días después, para entonces Paradox Development estaba desarrollando Mortal Kombat: Shaolin Monks.

### Era de Midway Studios – Los Ángeles Inc.
Tras la adquisición por parte de Midway, Paradox Development pasó a llamarse Midway Studios – Los Angeles Inc., a veces llamada "Midway Los Angeles" o "Midway L.A."
En 2008, Midway Los Angeles se trasladó y se fusionó con la oficina de Midway en San Diego. Al año siguiente, la editorial Midway Games se declaró en quiebra y en agosto de 2009 el estudio Midway San Diego cerró y la mayoría de sus activos fueron adquiridos por la editorial THQ, que sólo ofreció a alrededor del 40% del personal del estudio nuevos puestos dentro de la empresa. Muchos de los desarrolladores despedidos fueron contratados por High Moon Studios.

## Videojuegos desarrollados

#### Windows
- Shockwave Assault

#### Sega Saturn
- Shockwave Assault

#### PlayStation
- Thrill Kill (no lanzado)
- Rock 'Em Sock 'Em Robots Arena
- Wu-Tang: Shaolin Style
- X-Men: Mutant Academy
- X-Men: Mutant Academy 2
- The Lion King: Simba's Mighty Adventure

#### PlayStation 2
- Backyard Wrestling 2: There Goes the Neighborhood
- Backyard Wrestling: Don't Try This at Home
- Mortal Kombat: Shaolin Monks
- X-Men: Next Dimension

#### Xbox
- Backyard Wrestling 2: There Goes the Neighborhood
- Backyard Wrestling: Don't Try This At Home
- X-Men: Next Dimension

### Era de Midway Studios - Los Angeles

#### PlayStation 2
- Mortal Kombat: Shaolin Monks
- TNA iMPACT!

#### Xbox
- Mortal Kombat: Shaolin Monks

#### Xbox 360
- TNA iMPACT!

#### PlayStation 3
- TNA iMPACT!

### Wii
- TNA iMPACT!